# Jerzy Ochmański
Jerzy Stanisław Ochmański (ur. 4 grudnia 1933 w Rudniku nad Sanem, zm. 15 czerwca 1996 w Poznaniu) – polski historyk, lituanista, badacz dziejów Wielkiego Księstwa Litewskiego oraz historii Rosji, badacz życiorysu Feliksa Dzierżyńskiego, uczeń Henryka Łowmiańskiego, od 1955 pracownik Instytutu Historii UAM (od 1965 docent, a od 1970 profesor), w latach 1969–1972 dziekan Wydziału Filozoficzno-Historycznego, 1972–1975 wicedyrektor Instytutu Historii, od 1968 kierownik Zakładu Historii Narodów ZSRR (od 1990 Zakładu Historii Europy Wschodniej). Od 1989 r. współzałożyciel i pierwszy prezes Fundacji Historycznej im. Profesora Henryka Łowmiańskiego.

## Życiorys
Od 1940 r. w Rudniku uczęszczał do szkoły powszechnej, którą ukończył w 1947 r. W rodzinnym Rudniku kontynuował edukację w gimnazjum i liceum ogólnokształcącym. W 1949 r. wstąpił do komunistycznego Związku Młodzieży Polskiej. W 1951 r. zdał maturę i uzyskawszy pozytywną opinię powiatowej komisji ZMP (aczkolwiek z zastrzeżeniem konieczności rozciągnięcia nad nim „opieki ideologicznej”), 22 sierpnia pomyślnie zdał egzamin wstępny na Uniwersytet Poznański. Pierwotnie zamierzał studiować ekonomię, jednakże w skierowaniu – być może bez wiedzy Ochmańskiego – zamieniono ją na historię. W 1953 r. podczas wakacji w rodzinnym mieście podjął pracę referenta finansowego w Miejskiej Radzie Narodowej, a po powrocie do Poznania wstąpił na seminarium Henryka Łowmiańskiego, który pod koniec 1954 r. zatrudnił go na dwa miesiące jako zastępcę asystenta. Po ukończeniu studiów w 1955 r., został zatrudniony na stanowisku asystenta w Katedrze Historii ZSRR. Od 1959 roku należał do PZPR. W 1960 r. odbył czteromiesięczny staż na Uniwersytecie Wileńskim. W latach 1955–1960 napisał m.in. publikację, która rzuciła nowe światło na kwestię czynników skuteczności obrony Litwy przed napadami Tatarów (rola umocnionych miast, a nie tylko zamków warownych), po czym 1 grudnia 1960 uzyskał stopień doktora. Po powrocie w działalności badawczej skupił się na problematyce litewskiego odrodzenia narodowego w XIX wieku. W 1963 r. odbył drugi, pięciomiesięczny staż w Wilnie, w trakcie którego uzupełnił kwerendę archiwalną. W tym samym roku pomyślnie przeszedł przewód habilitacyjny, jednak na zatwierdzenie tej decyzji i przyznanie stopnia doktora habilitowanego musiał czekać jeszcze dwa lata, do maja 1965 r. 23 czerwca 1966 r. Ochmański uzyskał stanowisko docenta. W 1967 r. opublikował syntezę dziejów Litwy od czasów najdawniejszych do utworzenia Litwy Radzieckiej. Uzyskała ona bardzo dobre recenzje emigracji litewskiej, przewożono ją też z Polski do ZSRR, jednakże publikację wydania radzieckiego Sowieci zablokowali. Publikacja ta, rozszerzana przez autora, wznawiana była w 1981 i 1990 roku. W 1968 r., po przejściu Łowmiańskiego na emeryturę, zastąpił go na stanowisku kierownika katedry, rok później przemianowanej na Zakład Historii Narodów ZSRR. Przejął po nim również seminarium magisterskie oraz prowadzenie wykładu z przedmiotu „historia ZSRR”, którego, wbrew wytycznym z Warszawy, nauczał jako historię Rosji i ZSRR od czasów najdawniejszych. W 1968 r., w oparciu o 126 autorskich publikacji, wszczęto postępowanie o nadanie mu tytułu profesora nadzwyczajnego. Po uzyskaniu pozytywnej opinii większości specjalistów z jego dziedziny tytuł ten Rada Państwa nadała mu 6 grudnia 1969 r. W konsekwencji z dniem 17 stycznia 1970 Ochmański otrzymał etat profesora w Instytucie Historii UAM. W tym okresie został na trzy lata dziekanem swojego wydziału, a następnie na 5 lat wicedyrektorem swojego instytutu. W oparciu o rozprawę na temat ustroju i uposażenia biskupstwa wileńskiego w średniowieczu, w których to elementach wykazał czynniki sukcesów reformacji w późniejszym okresie oraz w związku z obfitym dorobkiem publikacji, w 1973 r. Rada Naukowa WF-H UAM wystąpiła o awansowanie Ochmańskiego na profesora zwyczajnego. Tytuł ten Ochmański uzyskał uchwałą Rady Państwa z 7 lutego 1976 r.
Od lat sześćdziesiątych zaangażowany w zbieranie materiałów dotyczących Feliksa Dzierżyńskiego i propagowanie jego postaci, wydając kilka publikacji na jego temat, co sfinalizował wydaniem obszernej biografii w cyklu Ossolineum. W 1972 r., w trakcie obchodów 95. rocznicy urodzin Dzierżyńskiego, napisał cykl artykułów prasowych na jego temat, które zebrał i uzupełnił 5 lat później w tomie „Dobry proletariacki jakobin”.
Po wprowadzeniu stanu wojennego, w piśmie z dnia 8 stycznia 1982 r., jako kierownik Zakładu Historii ZSRR wystąpił do dyrektora Instytutu Historii UAM o ukaranie pracowników, którzy wystąpili z PZPR. Argumentował to następująco: 
Dr J. Jurkiewicz i dr Z. Wojtkowiak złożywszy legitymacje partyjne PZPR w najkrytyczniejszym dla Polski i Partii okresie swoją postawą moralno-polityczną wykazali, że nie są w stanie zapewnić właściwego kierunku ideowo-politycznego w pracy dydaktyczno-wychowawczej z młodzieżą studencką w ramach zajęć programowych z historii ZSRR. Ugodzili oni tym samym w dobrą opinię Zakładu Historii ZSRR UAM, który nie może grupować nastawionych antypartyjnie, a więc zarazem i antyradziecko, pracowników naukowo-dydaktycznych i w ogóle pracowników o takim obliczu politycznym. Wobec powyższego uprzejmie proszę Ob. Dyrektora o przeniesienie wymienionych pracowników do innych Zakładów Instytutu Historii i spowodowanie opuszczenia przez nich pomieszczeń pozostających w gestii Zakładu Historii ZSRR.
Był współtwórcą i do końca życia sekretarzem redakcji czasopisma „Lituano-Slavica Posnaniensia”. W latach 1986–1989 był członkiem Ogólnopolskiego Komitetu Grunwaldzkiego. Władał rosyjskim i litewskim.
W czasach PRL był odznaczony Krzyżem Kawalerskim Orderu Odrodzenia Polski.
Wypromował 80 magistrów i 12 doktorów. Jego uczniami byli m.in.: prof. Grzegorz Błaszczyk i dr hab. Krzysztof Pietkiewicz.

## Wykształcenie
- 1955 – magisterium na Uniwersytecie im. Adama Mickiewicza na podstawie pracy Rozwój hospodarskich włości kobryńskich w XVI w. (promotor prof. Henryk Łowmiański)
- 1960 – doktorat na Uniwersytecie im. Adama Mickiewicza na podstawie pracy Powstanie i rozwój latyfundium biskupstwa wileńskiego (1387–1550) (promotor prof. Henryk Łowmiański)
- 1965[b] – habilitacja na Uniwersytecie im. Adama Mickiewicza na podstawie pracy Litewski ruch narodowo-kulturalny w XIX wieku, do 1890 roku
- 1969 – profesor nadzwyczajny
- 1976 – profesor zwyczajny

## Życie prywatne
Urodził się jako najmłodszy z dwanaściorga dzieci Ludwiki z domu Janas i Łukasza. W wieku dwóch lat po śmierci ojca został półsierotą (matka zmarła, gdy miał 21 lat). Żył w warunkach biedy, w okresie okupacji czwórka z jego rodzeństwa zmarła z głodu oraz chorób. Utrzymywał się m.in. z kradzieży węgla z niemieckich transportów. Trzykrotnie żonaty. W 1963 r. ożenił się z Aleksandrą Jankowiak, z którą miał syna Jerzego Witolda (ur. 1965). Po rozwodzie, w 1973 r. zawarł drugie małżeństwo z Krystyną Biedrowską, z którą miał syna Radosława (ur. 1976 r.); w 1975 r. małżonkowie rozwiedli się. W 1984 r. wszedł w związek małżeński z Cecylią Terką, z którą miał córkę Annę (ur. w 1986 r.).

## Publikacje
- Organizacja obrony w Wielkim Księstwie Litewskim przed napadami Tatarów krymskich w XV i XVI w. (1960)
- Powstanie i rozwój latyfundium biskupstwa wileńskiego (1387–1550), Poznań 1963.
- Litewski ruch narodowo-kulturalny w XIX wieku, do 1890 roku, Białystok 1965.
- Rewolucyjna działalność Feliksa Dzierżyńskiego na Litwie w końcu XIX w. (1969)
- Dzieje Rosji do 1861 r. (wyd. 1 – 1970, wyd. 2 – 1974)
- Biskupstwo wileńskie w średniowieczu. Ustrój i uposażenie (Poznań 1972)
- Historia Litwy, Wrocław-Warszawa-Kraków-Gdańsk-Łódź 1967 (wyd. II rozsz. – 1981, wyd. III, Wrocław 1982, ost. wyd., rozsz., 1990)
- Litewska granica etniczna na Wschodzie od epoki plemiennej do XVI wieku (Poznań 1981)
- Zarys dziejów ZSRR (Warszawa 1984 – wspólnie z doc. Józefem Morzym i doc. Arturem Kijasem)
- Vitoldiana. Codex privilegiorum Vitoldi magni ducis Lithuanie 1386–1430 (Poznań 1986)
- Dawna Litwa. Studia historyczne, Wydawnictwo Pojezierze, Olsztyn 1986
- Władysław Jagiełło w opiniach swoich współczesnych. Próba charakterystyki jego działalności (1987 – wspólnie z Krystyną Biedrowską)
- Feliks Dzierżyński (wyd. Ossolineum, Cykl biograficzny Ossolineum, 1987)
- Władysław II Jagiełło (wyd. Ossolineum, Cykl biograficzny Ossolineum, Wrocław 1990) (wspólnie z prof. Jadwigą Krzyżaniakową)

## Księga pamiątkowa
- Litwa i jej sąsiedzi od XII do XX wieku: studia ofiarowane prof. dr. hab. Jerzemu Ochmańskiemu w sześćdziesiątą rocznicę urodzin. Red. Grzegorz Błaszczyk i Artur Kijas (Poznań 1994).

## Publikacje o Jerzym Ochmańskim
- Dariusz Matelski, Prof. Jerzy Ochmański (1933–1996), „Kwartalnik Historyczny”, r. CIV, 1997, nr 2, s. 173–174.
- Dariusz Matelski, Prof. Jerzy Ochmański (1933–1996), „Studia Historyczne”, r. XL, 1997, nr 1 (156), s. 144–145.
- Dariusz Matelski, Prof. Jerzy Ochmański (1933–1996), „Poznański Rocznik Archiwalno-Historyczny”, R. IV (1996), 1997, nr 4, s. 210–211.
- Krzysztof Pietkiewicz, Profesor Jerzy Ochmański (4 grudnia 1933 – 15 czerwca 1996), „Lituano-Slavica Posnaniensia. Studia Historica”, t. 7 (1997), s. 3–16.